# 乐灵生
乐灵生（Frank Joseph Rawlinson，1871年—1937年8月14日），美南浸信会的在华传教士。
1871年生于英国。1899年移民到美国。1902年取得美国国籍。并被美南浸信会派往中国传教。1912年任上海《教务杂志》编辑，由于他的努力，使该杂志成为全国基督教的一本权威杂志。1919年前后参与大型统计资料《中华归主》的编辑工作。曾担任上海公共租界工部局中国学校部主任。1937年8月14日，淞沪会战爆发的第二天，一架中国飞机在去轰炸日本出云号军舰的途中，受到日本战斗机的攻击，结果将原打算扔到跑马厅空地上的两枚重磅炸弹，误投到上海最繁忙的十字路口之一，公共租界与法租界分界线的爱多亚路和虞洽卿路（今延安东路和西藏路）路口的中央，炸死了拥挤在十字路口东南角大世界娱乐场前等候施粥的数千难民，而恰好在那里等候红灯的乐灵生牧师也被击中身亡。